# Onufry (Gagaluk)
Onufry, imię świeckie Antoni Maksimowicz Gagaluk (ur. 21 marca?/2 kwietnia 1889 w posadzie Opolu, zm. 1 czerwca 1938 w Błagowieszczeńsku) – święty prawosławny, arcybiskup kurski i obojański.

## Młodość i wczesna działalność
Urodził się w posadzie Opolu w powiecie nowoaleksandryjskim guberni lubelskiej (ob. miasto Opole Lubelskie) w rodzinie leśnika pochodzenia ukraińskiego, matka była Polką i katoliczką. Był najmłodszy z sześciorga rodzeństwa. W wieku pięciu lat stracił ojca; po jego tragicznej śmierci matka była zmuszona oddać Antoniego do sierocińca, gdzie ukończył szkołę przycerkiewną w Chełmie, a następnie seminarium duchowne w Chełmie. Poważny wpływ na jego postawę w tym czasie miał biskup chełmski i lubelski Eulogiusz. Po zakończeniu nauki rozpoczął studia w Petersburskiej Akademii Duchownej, jako student drugiego lub trzeciego roku został nauczycielem teologii dla grupy galicyjskich nauczycieli w monasterze św. Onufrego w Jabłecznej. W tym czasie zdecydował się zostać mnichem. 
Śluby zakonne złożył 5 października 1913 i przyjął imię Onufry. 8 grudnia tego samego roku został wyświęcony na kapłana. W 1915 ukończył studia teologiczne i rozpoczął pracę wykładowcy historii Cerkwi Rosyjskiej w Seminarium Pastersko-Misyjnym działającym w eparchii chersoneskiej, przy monasterze św. Grzegorza. W monasterze tym przebywał do wybuchu rosyjskiej wojny domowej, kiedy był zmuszony przenieść się do Berysławia, gdzie został proboszczem cerkwi Zaśnięcia Matki Bożej.

## Biskup
W 1922 otrzymał godność ihumena, a następnie archimandryty i został proboszczem cerkwi św. Mikołaja w Krzywym Rogu, a w następnym roku biskupem jelizawietgradzkim, wikariuszem eparchii chersońskiej i odeskiej. Wyjechał do Jelizawietgradu, gdzie niemal natychmiast został zatrzymany pod pretekstem zatargu z przedstawicielami ruchu renowacjonistycznego, któremu biskup był zdecydowanie przeciwny. Oskarżono go również o działalność szpiegowską, po czym uwolniono w maju 1923 po podpisaniu przezeń zobowiązania, że nie powróci do Odessy. Biskup wyjechał wówczas do Krzywego Rogu, gdzie ponownie zaangażował się w zwalczanie Żywej Cerkwi. Po wydaniu przez niego kolejnego listu pasterskiego w tej sprawie został ponownie zatrzymany i w styczniu 1924 wypuszczony za zobowiązaniem, że pozostanie w Charkowie. 
Działalność Onufrego przeciwko rozłamom w Rosyjskim Kościele Prawosławnym zwróciła na niego uwagę patriarchy Tichona, zaś jesienią 1926 stała się przyczyną kolejnego zatrzymania. 5 listopada 1926 został skazany na trzy lata zesłania we wsi Kudymkor na Uralu. Nie mogąc odprawiać nabożeństw skupił się na pisaniu artykułów teologicznych. Po zakończeniu zesłania osiedlił się w Starym Oskole; metropolita Sergiusz mianował go biskupem starooskolskim. 
W 1933 został ponownie zatrzymany, jednak z powodu braku dowodów na działalność antyrządową został wypuszczony po kilku miesiącach. Metropolita Sergiusz mianował go wówczas arcybiskupem kurskim i obojańskim. Władze w tym czasie kontrolowały jego działalność, nie pozwalając mu na wyjazdy poza Kursk. 23 lipca 1935 został aresztowany pod zarzutem zbyt częstego głoszenia kazań, nielegalnego udzielania święceń zakonnych oraz wspierania kapłanów prawosławnych wracających z zesłania. Został skazany na 10 lat łagru i przewieziony do Kraju Chabarowskiego. 
1 lutego 1938 przeciwko arcybiskupowi wszczęto kolejne śledztwo w sprawie domniemanej działalności kontrrewolucyjnej, które zakończyło się wyrokiem śmierci. Został rozstrzelany w nieznanym miejscu 1 czerwca 1938, jego data śmierci pozostawała nieznana aż do wszczęcia postępowania rehabilitacyjnego, zakończonego pozytywnie 16 czerwca 1990.

## Cześć i kanonizacja
Arcybiskup Onufry został uznany za świętego Ukraińskiego Kościoła Prawosławnego Patriarchatu Moskiewskiego 22 czerwca 1993.
W sierpniu 2000 roku Sobór Rosyjskego Kościoła Prawosławnego zaliczył go do grona nowomęczenników.
W Polskim Autokefalicznym Kościele Prawosławnym kult św. Onufrego (Gagaluka) został zainicjowany w 2013 przez arcybiskupa lubelskiego i chełmskiego Abla. Wspomnienie liturgiczne męczennika jest obchodzone w pierwszą niedzielę listopada w cerkwi św. Marii Magdaleny w Puławach.